# 阪神南県民センター

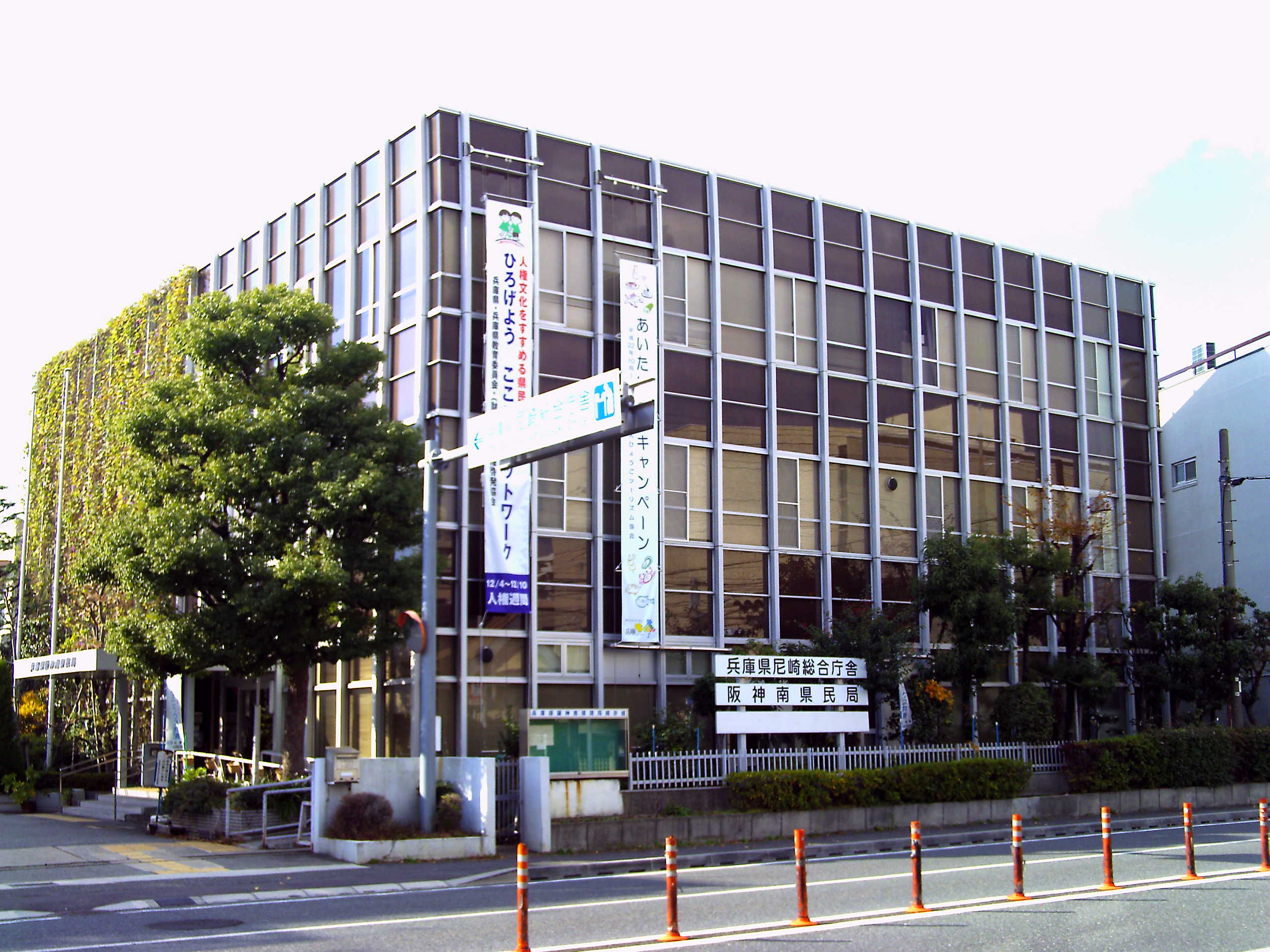
兵庫県尼崎総合庁舎

阪神南県民センター（はんしんみなみけんみんセンター）は、日本の都道府県の一つ、兵庫県が設置している出先機関である。県南東部・阪神間地域の南部を管轄する。
所在地は尼崎市の兵庫県尼崎総合庁舎で、西宮市に西宮庁舎を設置している。

## 概要
前身組織として1942年（昭和17年）に設置された武川（ぶせん）地方事務所が認められる。武庫郡と川辺郡の2郡を管轄する武川地方事務所は初め旧川辺郡役所の所在地であった伊丹市に置かれていたが、1945年（昭和20年）4月1日に旧武庫郡役所の所在地であった西宮市へ移転した。なお、現在の西宮市北部（旧山口村・塩瀬村）は1951年（昭和26年）まで有馬郡に属し、三田町の有馬地方事務所が管轄していた。
1975年（昭和50年）4月、地方自治法上の「支庁」として阪神県民局（第1次）が尼崎市に設置される。2001年（平成13年）、阪神県民局は阪神地域の人口増加に対応することを主な目的として南北2局に分割され、阪神南県民局が設置された。
分割後も阪神北県民局（宝塚市）とは密接な連携関係にあり、分割前の阪神県民局時代に策定された地域ビジョンを共有している。

### 県民センターへの改組
2013年（平成25年）、兵庫県は阪神南県民局と中播磨県民局（姫路市）の2局について管内の中核市に大半の権限が移譲されていることを理由に廃止し、近接する県民局へ統合して8局体制とする再編案を発表した。この案では阪神南県民局は阪神北県民局と再統合される予定であったが、県議会や両県民局の管轄区域に含まれる市町議会で廃止案に対する反発が相次いだことと「中核市である尼崎市・西宮市・姫路市以上に多くの権限が県から移譲されている神戸市を管轄する神戸県民局が廃止対象にならないのはおかしい」との批判を受け、神戸を含む3県民局の規模を縮小して「県民センター」に改組する方針へ修正され、2014年（平成26年）4月1日に阪神南県民センターが発足した。

### 阪神北県民局との再統合
2018年（平成30年）、県は阪神南県民センターを阪神北県民局と再統合して阪神間全域を管轄する阪神県民局（第2次）とする方針を打ち出した。この計画では再統合後の県民局は本局を北県民局管内の伊丹市に設置する予定で、2022年（令和4年）度の発足を目指していたが、異論が相次いだことから、2022年になって統合計画は凍結されることになった。
新県民局の統合後、健康福祉事務所（保健所）の管轄区域が「飛地」状態となる芦屋健康福祉事務所は宝塚健康福祉事務所の分室とする方針が示されている。

## 管轄区域

兵庫県県民局及び県民センターの管轄区域図。点線は旧・摂津国、丹波国、播磨国、但馬国、淡路国、備前国、美作国の国境（幕末期）。

- 尼崎市
- 西宮市
- 芦屋市

## 組織
県民局の発足当初は尼崎総合庁舎でも所管していた県税に関する業務は西宮庁舎の県税事務所へ統合・一元化された。健康福祉事務所は他の都道府県における保健所に相当する。
県民局時代に設置されていた西宮土木事務所はセンターへの改組に伴い、阪神北県民局宝塚土木事務所と統廃合されている。

### 尼崎総合庁舎
- 総務企画室
- 県民協働室 - 県民局時代に置かれていた環境課を阪神北県民局県民交流室へ移譲。
- 阪神活性化参事

### 西宮庁舎
- 西宮県税事務所

### その他の施設
- 芦屋健康福祉事務所
- 尼崎港管理事務所

## 所在地・交通アクセス
尼崎総合庁舎
- 兵庫県尼崎市東難波町5-21-8 郵便番号 660-8588

阪神本線尼崎駅より北西へ徒歩8分。
西宮庁舎
- 兵庫県西宮市櫨塚町2-28 郵便番号 662-0854